# 玛丽-安妮·蒙克顿
玛丽-安妮·蒙克顿（英語：Mary-Anne Monckton，1994年11月16日—），澳大利亚女子竞技体操运动员。她曾代表澳大利亚参加2014年英联邦运动会体操比赛，获得女子团体全能和女子平衡木银牌。